# OMO7大阪
OMO7大阪（オモ・セブン おおさか）は、大阪府大阪市浪速区恵美須西にある星野リゾートの高級観光ホテル。JR西日本大阪環状線・大和路線、および南海電気鉄道南海本線・高野線の新今宮駅、阪堺電気軌道阪堺線の新今宮駅前停留場北側に位置する。地上14階建て、8タイプ436室の客室で構成されている。2022年4月22日開業。

## 概要
OMOは、星野リゾートが都市観光でビジネスホテルの利用にとどまる観光客が多いことに注目して、都市観光の利用者に特化したホテルとしてのブランドとして、2018年から全国的に展開しており、末尾についている数字はそのサービス内容のグレードの幅を指しているが、「OMO7」はその最上級のクラスと位置付けられている。
「OMO7大阪」は星野リゾートが大阪府内において初めて手掛けるホテルであり、朝夕食の配膳など最高級のフルサービスを提供できる場として建設された。
また「OMO7大阪」は大阪市・ミナミのターミナルに近いJRや南海電鉄の新今宮駅のホームからもすぐにホテルの建物が見えるように設計されており、「電車を降りてすぐに行ってみたくなるような新名所にしたい」（OMO7支配人・中村友樹）と位置づけており、新世界やミナミの繁華街にも近く、難波、関西国際空港といったターミナルとの交通の利便性をアピールしている。
スタッフのユニフォームデザインはデザイナー・タレントの篠原ともえがプロデュース・監修した。